# Torneio de Montreux de 1984
O Torneio de Montreux de 1984 foi a 50.ª edição do Torneio de Montreux.

## Resultados
|   | Equipa        | Pts | J | V | E | D | GM | GS | DG  |
| - | ------------- | --- | - | - | - | - | -- | -- | --- |
| 1 | Portugal      | 13  | 7 | 6 | 1 | 0 | 53 | 14 | 39  |
| 2 | Réus Deportiu | 12  | 7 | 5 | 2 | 0 | 39 | 17 | 22  |
| 3 | Alemanha      | 10  | 7 | 5 | 0 | 2 | 32 | 20 | 12  |
| 4 | Itália        | 6   | 7 | 2 | 2 | 3 | 29 | 30 | -1  |
| 5 | Holanda       | 5   | 7 | 2 | 1 | 4 | 21 | 27 | -6  |
| 6 | França        | 5   | 7 | 2 | 1 | 4 | 26 | 38 | -12 |
| 7 | Montreux      | 4   | 7 | 2 | 0 | 5 | 19 | 51 | -32 |
| 8 | Angola        | 1   | 7 | 0 | 1 | 6 | 13 | 35 | -22 |

|               | Portugal | Itália | Países Baixos | França | Angola | Alemanha | Espanha | Suíça |
| ------------- | -------- | ------ | ------------- | ------ | ------ | -------- | ------- | ----- |
| Portugal      |          |        |               |        |        |          |         |       |
| Itália        | 4-9      |        |               |        |        |          |         |       |
| Holanda       | 1-8      | 4-4    |               |        |        |          |         |       |
| França        | 3-7      | 5-3    | 2-7           |        |        |          |         |       |
| Angola        | 2-14     | 1-2    | 1-3           | 4-4    |        |          |         |       |
| Alemanha      | 0-4      | 7-4    | 4-3           | 5-3    | 4-1    |          |         |       |
| Réus Deportiu | 3-3      | 3-3    | 5-2           | 9-0    | 3-1    | 4-3      |         |       |
| Montreux HC   | 1-8      | 1-9    | 3-1           | 3-9    | 5-3    | 1-9      | 5-12    |       |

## Classificação final
| Lugar | Seleção       |
| ----- | ------------- |
|       | Portugal      |
|       | Réus Deportiu |
|       | Alemanha      |
| 4     | Itália        |
| 5     | Holanda       |
| 6     | França        |
| 7     | Montreux HC   |
| 8     | Angola        |

| Torneio Montreux 1984 |
| --------------------- |
| Portugal              |
| PORTUGAL 11.º         |